# Spilogona novemmaculata
Spilogona novemmaculata är en tvåvingeart som först beskrevs av Zetterstedt 1860.  Spilogona novemmaculata ingår i släktet Spilogona och familjen husflugor. Arten är reproducerande i Sverige. Inga underarter finns listade i Catalogue of Life.